# НСПУМ
НСПУМ (от Ночной стрелковый прицел унифицированный модернизированный; индекс ГРАУ — 1ПН58) — советский бесподсветный ночной оптический прицел, созданный для повышения эффективности стрельбы при естественной ночной освещенности из:
- автоматов семейства АК серии Н (АКМН2, АКМСН2, АК74Н2, АКС74Н2),
- СВД серии Н (СВДН2),
- ручных пулемётов семейства РПК серии Н (РПКН2, РПКСН2, РПК74Н2, РПКС74Н2),
- единых пулемётов семейства ПКМ серии Н (ПКМН2, ПКМСН2),
- ручного противотанкового гранатомёта РПГ-7Н2 (РПГ-7ДН2).

Прибор разработан на НПО «Орион» (Москва) на основе стрелкового прицела НСПУ в рамках опытно-конструкторской программы «Попадание». Принят на вооружение 27 июня 1980 года. Производство было налажено на Новосибирском приборостроительном заводе. Характеристики прицела позволяют уверенно распознать в ночных условиях ростовую фигуру человека на дистанциях вплоть до 300 м, а танк бортом — вплоть до 400 м.

## Конструкция
- Конструкция прибора основана на ЭОП 1-го поколения, в качестве которого использовался 3ЭП32М с разрешающей способностью 30 штр/мм при нулевых подфокусирующих потенциалах[2]; предусмотрена автоматическая и ручная регулировкой яркости сетки, дальномерная шкала и механизмы выверки. Установка на оружие осуществляется посредством планки со штатным креплением «ласточкин хвост».

Основной комплект поставки включает сам прицел с линзовым объективом, механизм выверки, блок регулировки, зажим и источник питания. Кроме этого прилагается набор сменных и запасных частей: аккумуляторная батарея, наглазник, шкалы углов прицеливания для разных видов оружия, запасные светодиоды, диафрагмы и т.п.

## Тактико-технические характеристики
Кратность увеличения — ×3,5
Дальность уверенного распознавания при нормированных условиях наблюдения:
- бортовой проекции танка, м — 400
- фигуры человека в полный рост, м — 300

Угловой диапазон наблюдения
- в горизонтальной плоскости, град — 5
- в вертикальной плоскости, град — 4

Удаление выходного зрачка, мм — 50
Диаметр выходного зрачка, мм — 5
Диапазон выверки линии прицеливания:
- по высоте — +/- 0-08
- направлению — +/- 0-08

Напряжение питания, В — 6,25
Ток, потребляемые прицелом в нормальных климатических условиях, мА — 7
Габариты прицела (без диафрагмы), мм — 458×186×99
Габариты укладочного ящика, мм — 500×215×165
Масса:
- в боевом положении, кг — 2,0
- в походном положении, кг — 3,3
- в укладочном ящике с одиночным ЗИП, кг — 7,3

Температурный диапазон применения — -50°C - +50°C